# Benjamin Šeško
Benjamin Šeško (* 31. Mai 2003 in Radeče) ist ein slowenischer Fußballspieler.

## Karriere

### Vereine
Šeško begann seine Karriere beim NK Krško. In der Saison 2017/18 erzielte er in der U-15-Liga in 23 Spielen 59 Tore. Zur Saison 2018/19 wechselte er zum NK Domžale. Für die U-17 von Domžale erzielte er 21 Tore in 23 Spielen.
Zur Saison 2019/20 wechselte er nach Österreich zum FC Red Bull Salzburg, bei dem er einen bis Mai 2022 laufenden Vertrag erhielt. Zunächst sollte er jedoch für das Farmteam FC Liefering zum Einsatz kommen. Sein Debüt für Liefering in der 2. Liga gab er im Juli 2019, als er am ersten Spieltag jener Saison gegen den SKU Amstetten in der 79. Minute für Karim Adeyemi eingewechselt wurde. Durch jenen Einsatz wurde der Slowene zum ersten Spieler in der zweithöchsten österreichischen Spielklasse, der im Jahr 2003 geboren wurde. Sein erstes Zweitligator erzielte er im September 2019 bei einem 2:2-Remis gegen den FC Dornbirn 1913. Dies sollte in 15 Einsätzen in der Saison 2019/20 auch sein einziger Treffer bleiben. Šeško spielte in jener Spielzeit auch für die U-19-Mannschaft des FC Red Bull Salzburg in der UEFA Youth League, in der er bis zum Halbfinal-Aus der „Bullen“ in neun Partien dreimal traf.
In der Saison 2020/21 gelang Šeško dann in der 2. Liga der Durchbruch: Mit 21 Toren in 29 Einsätzen schoss er die Lieferinger zum Vizemeistertitel und er selbst wurde hinter Fabian Schubert zweitbester Torschütze der Liga. Im Januar 2021 debütierte er zudem gegen den TSV Hartberg für Red Bull Salzburg in der Bundesliga. Dies blieb allerdings sein einziger Einsatz für die Bundesligamannschaft. Im Juli 2021 verlängerte Šeško seinen am Ende der Saison 2021/22 auslaufenden Vertrag in Salzburg bis 2026 und rückte fest in den Bundesligakader. In der Saison 2021/22 kam er zwar zu 37 Pflichtspieleinsätzen für die Salzburger, zumeist kam der Slowene allerdings von der Bank aus, da Noah Okafor und der spätere Torschützenkönig Karim Adeyemi im Sturm gesetzt waren. In der Bundesliga steuerte Šeško fünf Tore zum Meistertitel von Red Bull bei, im ÖFB-Cup wurde er mit fünf Toren in fünf Spielen Torschützenkönig und schoss die Salzburger zum Titel. In der Saison 2022/23 gelang ihm dann nach einer schwachen Hinrunde in der Rückrunde der Durchbruch in der Salzburger Mannschaft, die Saison schloss er mit 16 Treffern in 30 Ligaspielen als bester Torschütze des Teams ab. Mit Salzburg wurde er erneut Meister.
Bereits kurz nach Beginn der Saison 2022/23 wurde im August 2022 bekannt, dass Šeško die Salzburger nach Saisonende verlässt und nach Deutschland zu RB Leipzig wechselt, bei dem er einen bis Juni 2028 laufenden Vertrag erhielt. Sein Pflichtspieldebüt für die Leipziger feierte er beim 3:0-Sieg über Bayern München im Supercup am 12. August 2023. Sein erstes Tor im Trikot von RB schoss er beim 3:0-Auswärtssieg in der Bundesliga über den 1. FC Union Berlin am 3. September 2023. In seinem ersten Jahr bei den Roten Bullen lieferte der Stürmer außergewöhnliche Zahlen: 42 Spiele, 18 Tore und 2 Vorlagen sind für ihn notiert. In der Saison traf er sieben Bundesliga-Spiele in Folge. Dies schaffte vorher nur Timo Werner. Darüber hinaus ist Šeško der jüngste Spieler in der Bundesliga-Geschichte, dem diese Serie gelang. Nach einem überzeugendem ersten Jahr wurde der Vertrag vorzeitig bis 2029 verlängert. Zur Saison 2025/26 wechselte Šeško in die Premier League zu Manchester United.

### Nationalmannschaft
Šeško spielte 2017 erstmals für eine slowenische Jugendnationalauswahl. Im August 2018 debütierte er gegen die Schweiz für die U-17-Auswahl. Im Juni 2021 debütierte er in einem Testspiel gegen Nordmazedonien für die A-Nationalmannschaft.

## Erfolge
mit dem Klub
- Österreichischer Meister: 2021, 2022, 2023
- Österreichischer Cupsieger: 2021, 2022
- DFL-Supercup-Sieger: 2023

individuell
- Sloweniens Fußballer des Jahres 2022[4]
- Torschützenkönig ÖFB-Cup 2022

## Sonstiges
In seiner Freizeit spielt Šeško gerne Basketball und meditiert. Viermal am Tag nimmt er sich ganz gezielte Ruhepausen, um Energie für das nächste Spiel zu holen.